# Cmentarz Bubenečski
Cmentarz Bubenečski (cz. Bubenečský hřbitov) – cmentarz położony w stolicy Czech w dzielnicy Praga 6 (Bubeneč) przy ulicy Antonína Čermáka 84/2.

## Historia
Cmentarz powstał w 1888 w miejscu nazywanym Na Struhách, jednym z powodów było wyczerpanie się miejsc grzebalnych na Cmentarzu Bubenečskim (Na Skalce). Z czasem nowy cmentarz z kaplicą pogrzebową został powiększony na wschód i zetknął się ze starszą nekropolią. 
W starszej części spoczywają proboszczowie kościoła świętego Gotarda, znajduje się tam również zbiorowy grób sióstr zgromadzenia Marii Teresy. Ogółem znajduje się tu 260 grobowców, 2200 grobów tradycyjnych oraz 690 grobów urnowych.
Wśród pochowanych znajdują się również:
- Cyril Bouda (1901-1984) – czeski malarz, rysownik i ilustrator
- Jaroslav Durych - prozaik, poeta, dramaturg, publicysta i lekarz wojskowy.
- Zdeněk Smetana - reżyser, animator, scenarzysta i producent.
- František Smolík - aktor.